# Beauty (film, 2011)
Pour les articles homonymes, voir Beauty.
Pour plus de détails, voir Fiche technique et Distribution.
Beauty (Skoonheid) est un film dramatique sud-africano-français réalisé par Oliver Hermanus et sorti le 5 août 2011. Il s'agit de la première coproduction entre ces deux pays et du premier film en afrikaans présenté au festival de Cannes.

## Synopsis
François (Deon Lotz), un père de famille qui lutte contre sa propre identité sexuelle, devient obsédé par Christian (Charlie Keegan), le fils d'un de ses amis et se retrouve enfermé dans son environnement...

## Fiche technique
- Titre international : Beauty
- Titre original : Skoonheid
- Réalisation : Oliver Hermanus
- Scénario : Didier Costet, Oliver Hermanus
- Costumes : Reza Levy
- Photographie : Jamie Ramsay
- Son : Xavier Bonneyrat
- Montage : George Hanmer
- Musique : Ben Ludik
- Production : Didier Costet
- Sociétés de production : Moonlighting Films
- Société de distribution : Équation
- Pays d’origine :  Afrique du Sud/ France
- Langue : afrikaans et anglais
- Format : couleur - 35mm - 2.35:1
- Genre : drame
- Durée : 98 minutes
- Dates de sortie en salles : 
  -  Afrique du Sud : 5 août 2011
  -  France : 12 octobre 2011

## Distribution
- Deon Lotz : François van Heerden
- Charlie Keegan : Christian Roodt
- Michelle Scott : Elena van Heerden
- Albert Maritz : Willem Roodt
- Sue Diepeveen : Marika Roodt
- Roeline Daneel : Anika van Heerden
- Drikus Volschenk : Cliff Engel
- Morne Visser : Brian
- Leon Kruger : Henri
- Robin Smith : Gideon
- Jeroen Kranenburg : le médecin
- Tinarie van Wyk Loots : Linda van Heerden

## Distinctions

### Récompenses
- 2011 : Queer Palm[2]

### Nominations
- 2011 : Prix Un certain regard
- 2011 : Prix du Jury œcuménique